# Festival du cinéma russe à Honfleur 2016
Le Festival du cinéma russe à Honfleur 2016, 24e édition du festival, s'est déroulé du 22 novembre 2016 au 27 novembre 2016.

## Déroulement et faits marquants
Le 26 novembre 2016, le palmarès est dévoilé. C'est le film L'Union des chiffes molles de Mikhaïl Mestetski qui remporte le prix du meilleur film, L'Encaisseur d'Alekseï Krassovski remporte les prix du meilleur scénario et du meilleur premier film. Les acteurs Vladimir Mishoukov et Severija Janusauskaite remportent les prix d'interprétation pour leurs rôles dans Le poisson-rêve d'Anton Biljo,.

## Jury

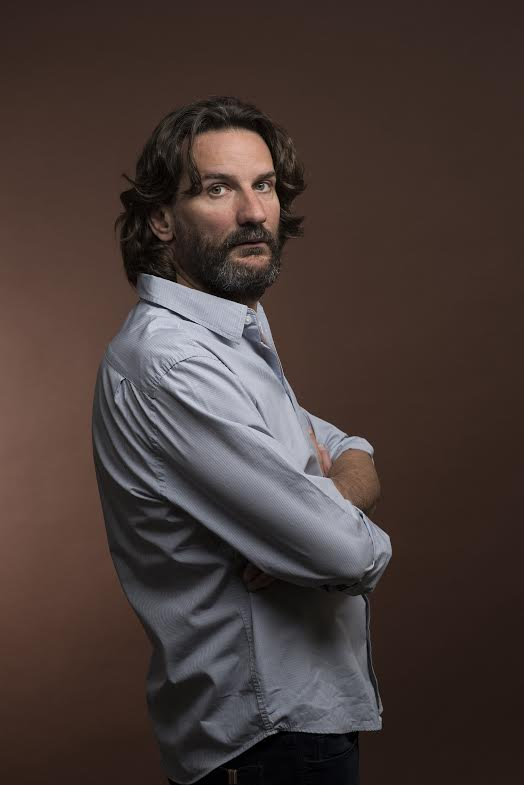
Frédéric Beigbeder

- Frédéric Beigbeder (président du jury), écrivain et réalisateur
- Mei-Chen Chalais, productrice
- Cyrielle Clair, actrice
- Christa Theret, actrice
- Victoria Olloqui, actrice
- Philippe Rouyer, journaliste, critique de cinéma

## Sélection

### En compétition
- Dislike (en russe : Дизлайк) de Pavel Rouminov
- L'Encaisseur (en russe : Коллектор) d'Alekseï Krassovski
- Le Jour d'avant (en russe : День до) d'Alexandre et Vladimir Kott
- Petit Oiseau (en russe : Птичка) de Vladimir Bek
- Le poisson-rêve (en russe : Рыба-мечта) d'Anton Biljo
- L'Union des chiffes molles (en russe : Тряпичный союз) de Mikhaïl Mestetski
- Le terrain (en russe : Коробка) d'Edouard Bordoukov

### Panorama: Moscou mon amour
- L'Art pur (en russe : Чистое искусство) de Renat Davletiarov
- De l'amour (en russe : Про Любовь) d'Anna Melikian
- Moscou ne dort jamais (en russe : Москва никогда не спит) de Johnny O'Reilly
- Vendredi (en russe : Пятница) d'Evgueni Sheliakine

### Événements
- Ainsi firent les étoiles (en russe : Так сложились звезды) de Sergueï Snejkine
- Le Brise-glace (en russe : Ледокол) de Nikolay Khomeriki
- Rudolf Noureev, l'île de ses rêves (en russe : Рудольф Нуреев. Остров его мечты) d'Evguenia Tirdatova
- URSS, la désintégration de Philippe Claude et Annette Gourdon

### Le moment russe
- Les Confessions de Roberto Andò
- Dans les forêts de Sibérie de Safy Nebbou
- L'Idéal de Frédéric Beigbeder
- Le Pingouin de nos jours (Mädchen im Eis, D'amour et de glace) de Stefan Krohmer
- La Supplication de Pol Cruchten

### Ouverture
- Le Duelliste (en russe : Дуэлянт) d'Alexeï Mizguirev

### En avant-première
- Le Disciple de Kirill Serebrennikov

### Rétrospective
- Andreï Roublev d'Andreï Tarkovski
- La Ville zéro de Karen Chakhnazarov
- La Ballade du soldat de Grigori Tchoukhraï

## Palmarès

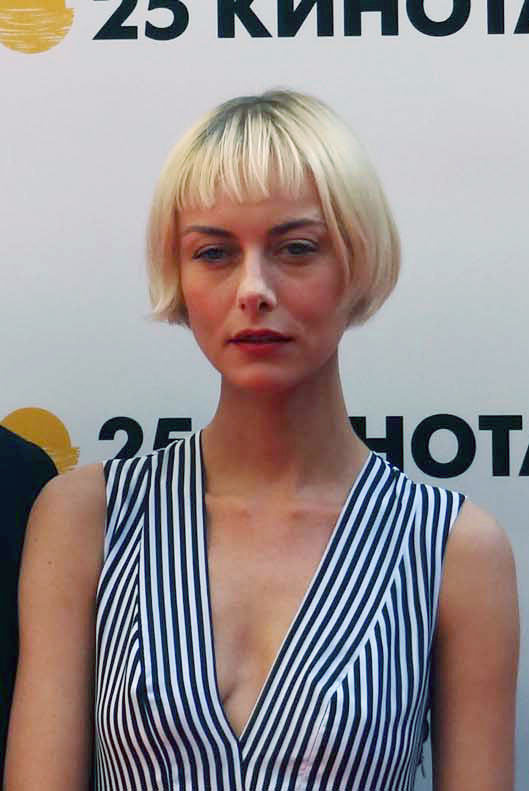
l'actrice Severija Janusauskaite

- Prix du meilleur film : L'Union des chiffes molles (en russe : Тряпичный союз) de Mikhaïl Mestetski
- Prix du meilleur scénario : L'Encaisseur (en russe : Коллектор) d'Alekseï Krassovski
- Prix du meilleur acteur : Vladimir Mishoukov, pour son rôle Le poisson-rêve (en russe : Рыба-мечта) d'Anton Biljo
- Prix de la meilleure actrice : Severija Janusauskaite, pour son rôle dans Le poisson-rêve (en russe : Рыба-мечта) d'Anton Biljo
- Prix du meilleur premier film : L'Encaisseur (en russe : Коллектор) d'Alekseï Krassovski
- Prix du public : Le Terrain (en russe : Коробка) d'Edouard Bordoukov